# San Pietro al Natisone
San Pietro al Natisone (Špiètar nel dialetto sloveno locale, San Pieri dai Sclavons in friulano, San Pietro degli Slavi toponimo storico italiano, Špeter Slovenov in sloveno standard) è un comune italiano di 2 066 abitanti del Friuli-Venezia Giulia.
Sorge fra i colli del Friuli orientale, sulle sponde del Natisone, a 23 chilometri dal capoluogo provinciale. È il 77º comune della provincia di Udine per numero di abitanti. La particolare collocazione geografica conferisce al paese una posizione di grande pregio paesaggistico, in un ampio paesaggio collinare.

## Geografia fisica

### Territorio

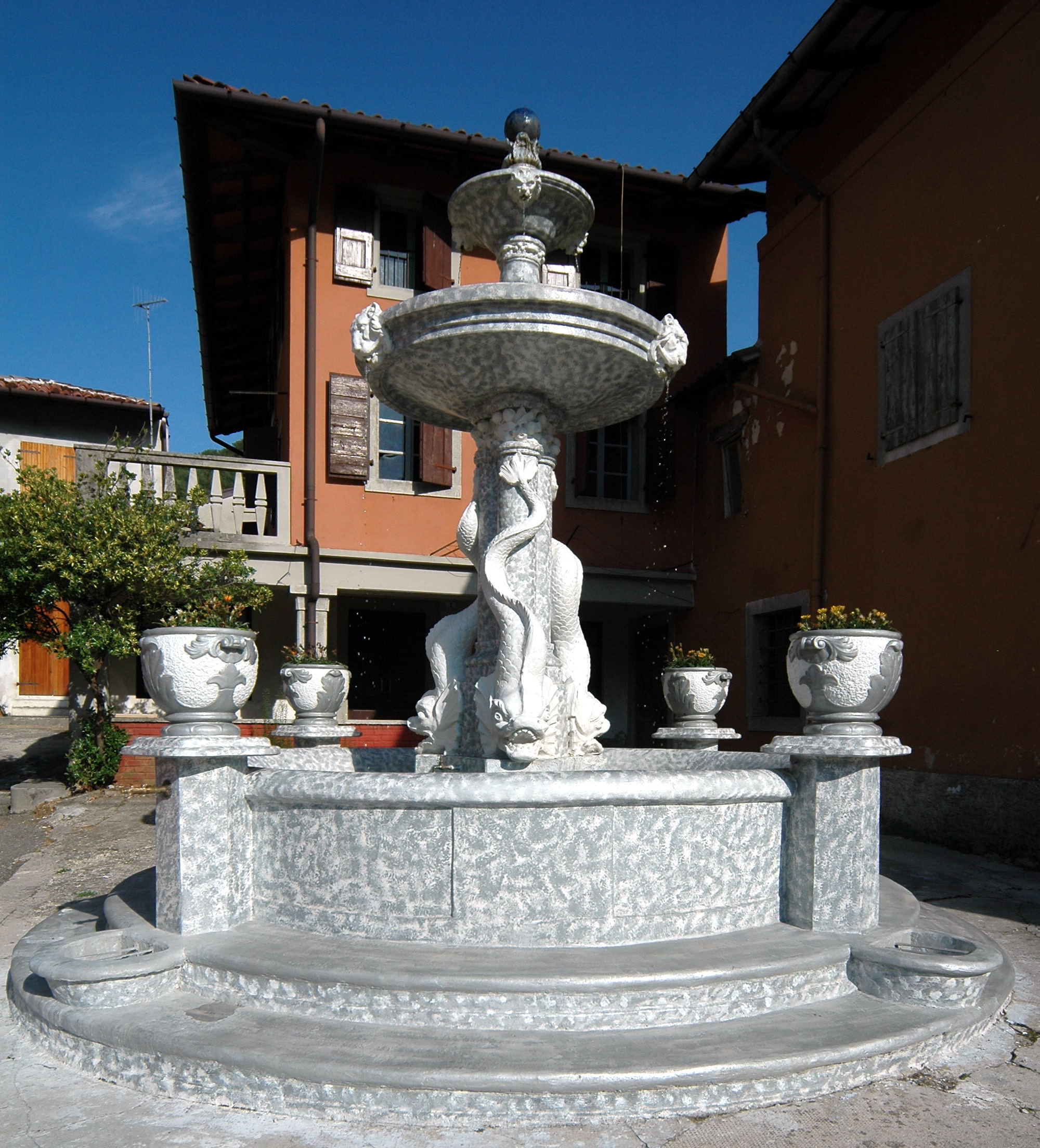
La Fontana

Il comune ha una superficie di 23,98 km² ed un'altitudine che varia dai 140 m s.l.m. del fondovalle agli 866 metri della cima del monte San Giorgio. È attraversato dalla Strada statale 54 del Friuli, che è la via di comunicazione più agevole tra l'Italia e la Slovenia per chi deve raggiungere il tratto mediano dell'Isonzo.
Nella parte settentrionale del comune ha inizio il sentiero n°749 "Sentiero naturalistico del monte Roba" che conduce, dopo essersi congiunto con il "Sentiero Italia" n°725, sulla cima del monte Matajur.
San Pietro al Natisone confina a nord con Pulfero, ad est con Savogna e San Leonardo, ad ovest con Cividale del Friuli e Torreano, a sud con Prepotto.
Il territorio comunale è formato dalla parte inferiore della val Natisone (il tratto compreso tra le vicinanze del paese di Perovizza e la frazione di Ponte San Quirino), dalla porzione inferiore della valle dell'Alberone e dai contrafforti occidentali del monte Matajur. Tali contrafforti comprendono il già citato monte San Giorgio (Svet Jur nel dialetto locale), il monte San Canziano/Svet Kocjan alto 723 metri s.l.m., il monte San Bartolomeo/Svet Arnej alto 624 metri s.l.m., il monte Jezera alto 315 metri s.l.m., il monte Barda/Bardo alto 249 metri s.l.m. ed il monte Roba alto 301 metri s.l.m..

#### Idrologia
San Pietro al Natisone è bagnato dal fiume Natisone, che per un tratto segna anche il confine con il comune di Pulfero, e dai suoi affluenti quali l'Alberone, il Cosizza, il Mamula, il Klačinca. Nei pressi di Vernasso e Ponte San Quirino il Natisone, per la notevole erosione prodotta nel conglomerato che ne forma l'alveo, ha dato luogo ad una profonda e pittoresca forra.

#### Geologia e morfologia
L'area comunale è ricca di cavità e grotte carsiche. Il catasto regionale delle grotte del Friuli Venezia Giulia indica la presenza di 97 caverne e pozzi.Le grotte più importanti e note sono: nei pressi di Altovizza la voragine di Cerconizza, profonda 23 metri; nei pressi di Clenia la Čiastita Jama e la Jama pod Ronk, che sono due uscite della stessa cavità con un cammino percorribile di 175 metri; nei pressi di Biarzo il riparo di Biarzo dove, nel corso di una campagna di scavi condotta negli anni 1982-1984, sono stati ritrovati frammenti di ceramica, strumenti ed armi in pietra ed arpioni in osso risalenti al paleolitico superiore ed al neolitico.

## Origini del nome
Il toponimo di San Pietro ha una chiara origine agionimica; viene citato nel 1192 "Ecclesia San Petri de Algida cum capellis suis; nel 1262 "citavi vicinos de Antro ut venirent responsuri...nomine Plebi S. Petri, apud S. Petrorum"; nel 1296 "Sanctus Petrus Sclavorum"; nel 1368 "Curam Sancti Petri inter Sclavonibus"; nel 1457 "Sancto Petro de Sclavonibus"; nel 1601 "San Pietro de Schiauoni"; nel 1703 "Lucas Cucauaz de Sancto Petro in Sclabonis"; nel 1782 "San Pietro de Schiavoni". Nei libri dei battesimi, dei defunti e delle cresime, custoditi nei vari archivi parrocchiali delle Valli, si trova annotata l'espressione "Paroecia S. Petri Slavorum" fino al 1940 e in certi casi anche dopo questa data. La denominazione San Pietro degli Schiavi (con evidente riferimento al fatto che la popolazione era per la maggior parte composta da autoctoni parlanti il locale dialetto di origine slovena) fu cambiata nel 1869, su richiesta dell'amministrazione comunale, in San Pietro al Natisone, nome per altro usato sin dal XVIII secolo; eguale sorte toccò all'antico sigillo della parrocchia di San Pietro, sul quale campeggiava la scritta "Ecclesia Sancti Petri Sclaborum", che fu sostituito con un timbro su cui risalta la scritta "Chiesa o Parrocchia di San Pietro al Natisone". Attualmente la denominazione esatta, ai sensi della legge 482/1999, è "San Pietro al Natisone - Špietar".

## Storia
La regione fu abitata sin dai tempi più antichi: nei pressi della chiesetta di San Quirino è stata portata alla luce una necropoli protostorica, con tombe ad incenerazione dotate di corredo funebre, utilizzata anche in epoca romana e longobarda. Nel riparo di Biarzo sono stati rinvenuti strumenti ed armi risalenti al paleolitico superiore, mesolitico e neolitico; alcune analisi effettuate con carbonio-14 su alcuni reperti del livello 3A hanno indicato la data del 3650 a.C. +/- 300. Sulla cima del monte Barda sono ancora visibili i resti di un castelliere risalente al periodo protostorico (ritrovamento di manufatti litici dell'eneolitico, falci e di uno spillone dell'età del bronzo) e riutilizzato in epoca romana per il controllo degli sbocchi delle valli verso la pianura friulana. Al Bronzo medio-recente è datato il castelliere presente nell'area di Ponte San Quirino, alla confluenza di due corsi d'acqua. Dai monti Barda e Roba provengono un denario di M. Metello (174 a.C.), monete d'argento di Fabio Labeo (109 a.C.) ed un cospicuo numero di monete repubblicane databili II/I secolo a.C..
Nel secolo VII popolazioni slave entrarono in Italia, al seguito degli Avari, e verso il 720 d.C. si insediarono nelle Valli del Natisone. Ebbero diversi scontri, con alterne fortune, con i Longobardi, che dopo il 568 avevano occupato quasi tutta la penisola. Le azioni bellicose terminarono dopo la stipula di un trattato che definiva i confini tra le due comunità e lasciava le terre della zona collinosa alle popolazioni slave. Successivamente la popolazione della Schiavonìa/Benečija (Slavia veneta), dal periodo del Patriarcato di Aquileia sino alla caduta della Repubblica di Venezia, godette di un notevole autonomia amministrativa e giudiziaria come riconoscenza dell'azione di controllo e difesa dei confini nord-orientali del Friuli svolta dalle milizie all'uopo costituite. Il termine Benečija, in italiano Slavia veneta, deriva dal toponimo sloveno per la città di Venezia: Benetke. La Schiavonìa era organizzata territorialmente nelle due Contrade di Antro e di Merso: la prima era formata dalle vallate del Natisone e dell'Alberone, la seconda da quelle del Cosizza e dell'Erbezzo. Loro era delegato il disbrigo degli affari amministrativi e giudiziari di prima istanza relativi alla locale popolazione. Esse esprimevano le rispettive vicinìe (a loro volta formate dai decani dei vari comuni) le quali si riunivano nel cosiddetto "Arengo", derivazione della contadinanza della Patria del Friuli istituita da Venezia nel 1518. L'Arengo si riuniva, ordinariamente una volta l'anno, nei pressi della chiesetta di San Quirino e trattava gli interessi generali di tutta la Slavia veneta. La chiesetta di San Quirino è posta nel territorio di San Pietro.
Successivamente, l'arrivo delle truppe di Napoleone e la conseguente imposizione del sistema amministrativo francese, portò alla soppressione di ogni forma di autonomia locale ed alla suddivisione del territorio in "Comuni" previa abolizione delle "Vicinie" esistenti. In particolare, le Valli del Natisone, come tutti i territori compresi tra i fiumi Tagliamento ed Isonzo, fecero parte del Dipartimento di Passariano. Detto Dipartimento era diviso in 4 Distretti, tra i quali figurava anche quello di Cividale. Il Distretto di Cividale era, a sua volta, frazionato in 2 Cantoni, oltre a quello di Cividale vi era quello di San Pietro degli Schiavoni. Questo Cantone era ripartito in 9 Comuni (San Pietro, Savogna, Rodda, Tarcetta, San Leonardo, Stregna, Grimacco, Drenchia e Luico/Livek), ognuno amministrato da un sindaco e da un consiglio comunale.
Nel 1797, con il Trattato di Campoformio, la Benečija (Slavia veneta) venne assegnata in amministrazione all'Austria; successivamente, dopo la pace di Presburgo passò, per un breve periodo, al Regno d'Italia napoleonico. Nel 1815, dopo la stipula della convenzione di Schiarino-Rizzino tornò all'Austria come parte integrante del Regno Lombardo Veneto. Infine nel 1866, a seguito della terza guerra d'indipendenza, dopo la pace di Vienna ed il plebiscito del Veneto del 1866, si staccò dai domini absburgici per passare sotto il Regno d'Italia sabaudo.
In epoca più recente, il territorio del comune fu interessato dai tragici avvenimenti legati alla prima guerra mondiale. Nella circostanza, sulla cima del monte Matajur e sulla dorsale del Colovrat passava l'estrema linea difensiva approntata dalla 2ª Armata per la difesa della pianura friulana in caso di ritirata delle truppe combattenti nelle linee avanzate. La mattina del 24 ottobre 1917 il territorio comunale venne sottoposto ai bombardamenti che diedero inizio alla battaglia di Caporetto; successivamente, dopo la conquista della cima del Matajur da parte delle compagnie guidate dal tenente Erwin Rommel ed alla rottura del fronte, venne interessato dalla veloce invasione delle truppe nemiche che, dai valichi di Stupizza e Luico/Polava, si riversarono nelle vallate del Natisone e dell'Alberone e proseguirono l'avanzata sino alla linea del Piave.

### Simboli
Lo stemma del comune di San Pietro al Natisone è stato riconosciuto con decreto del capo del governo del 5 novembre 1942.
Il gonfalone, concesso con decreto del presidente della Repubblica del 18 settembre 1984, è un drappo partito di bianco e azzurro.

## Monumenti e luoghi d'interesse

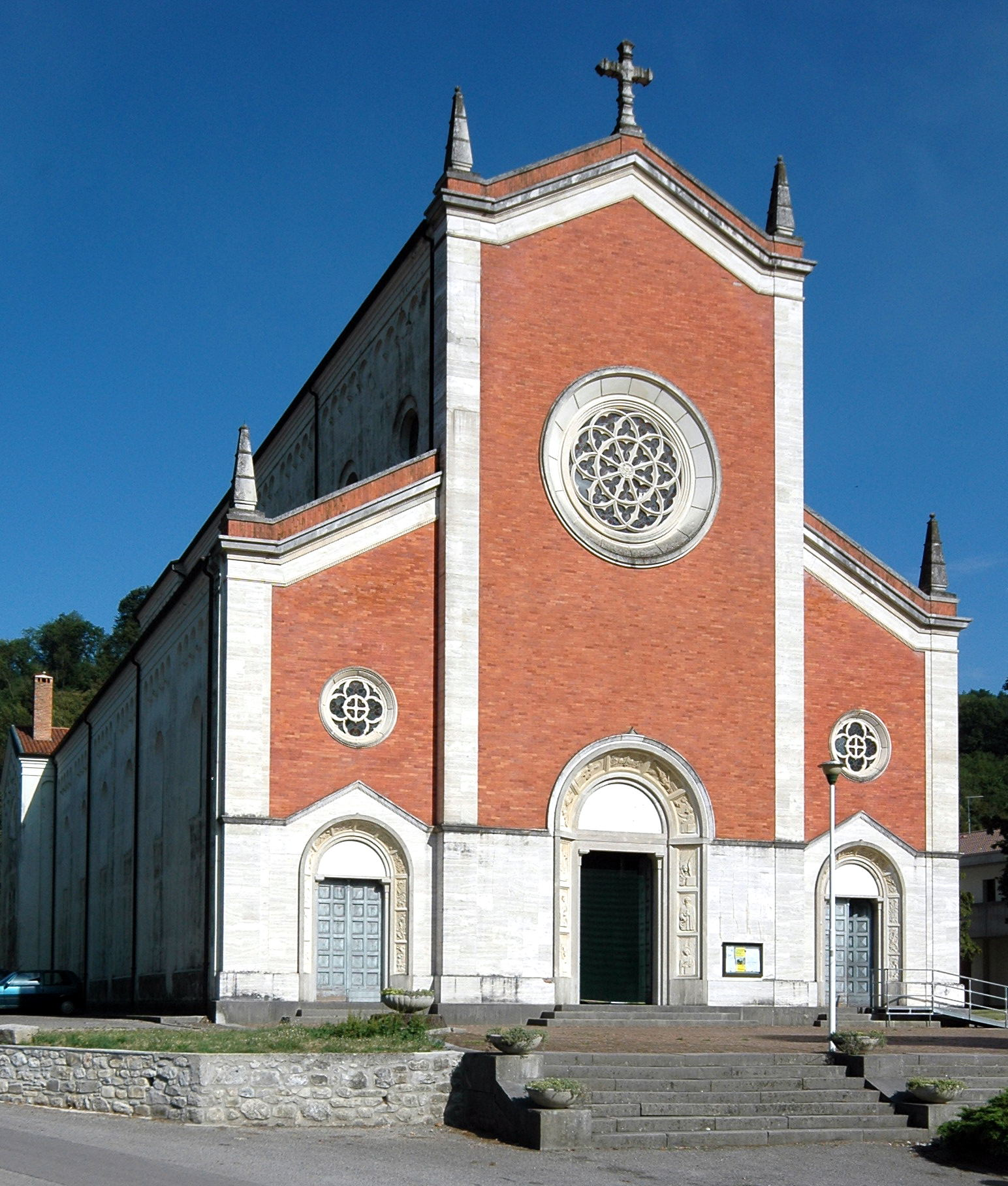
La facciata della chiesa parrocchiale

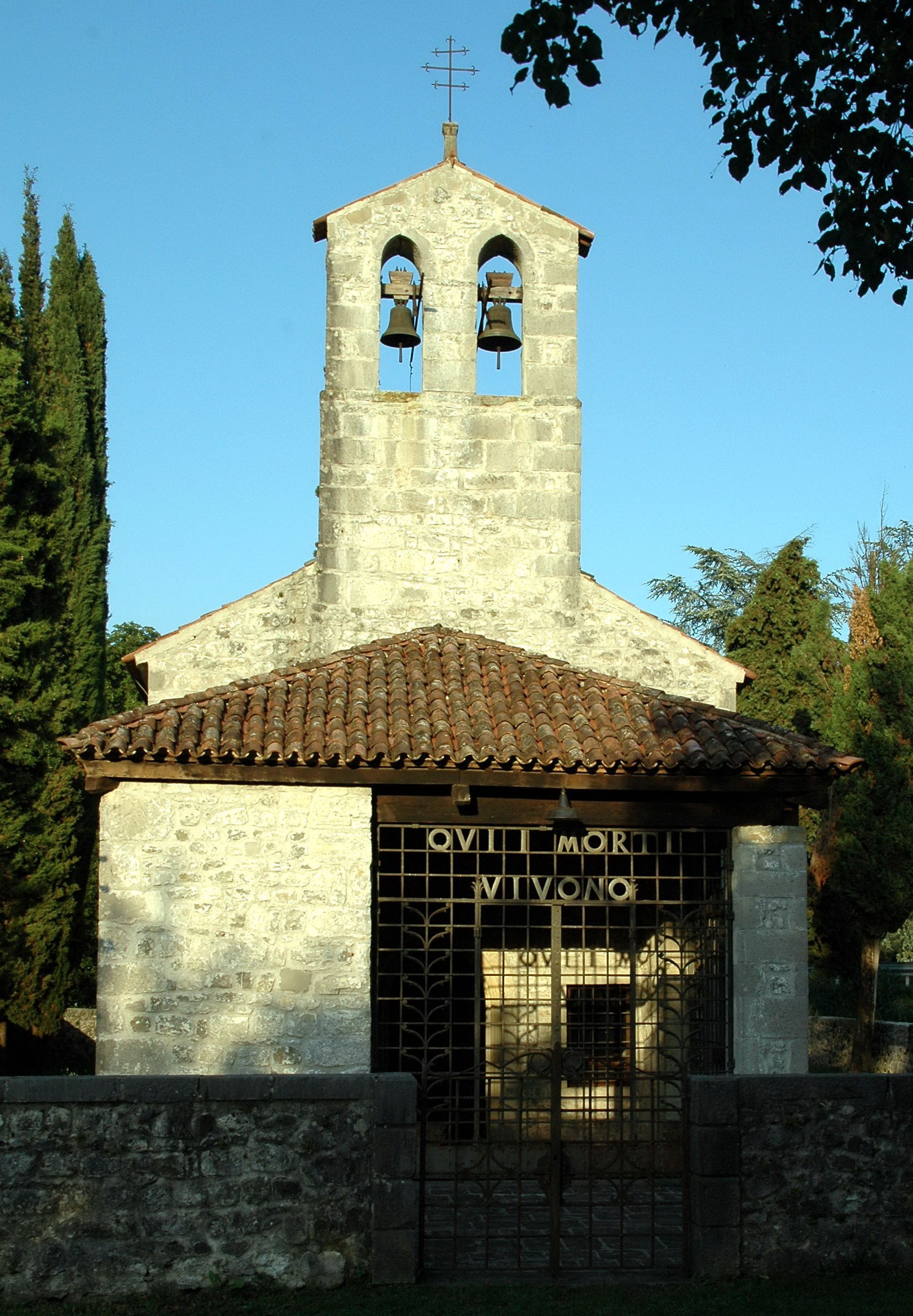
La chiesa di San Quirino

### Architetture religiose
- Chiesa parrocchiale di San Pietro Apostolo, situata nel capoluogo comunale;
- Nei pressi di Vernassino venne costruita, nel 1607, la chiesetta di San Canziano; della stessa rimangono oggigiorno solo parte dei muri perimetrali;
- a Clenia si può visitare la chiesa di San Antonio Abate, eretta nel secolo XIV con all'interno un altare in legno dorato (zlati oltar) risalente al Seicento;
- a Ponteacco si può ammirare la chiesa di Santa Dorotea, la cui costruzione risale al secolo XV, ed è caratterizzata dal campanile con la cupola in rame del 1790;
- nei pressi di San Pietro al Natisone si può osservare la chiesetta di San Quirino; la costruzione, che si suppone sia eretta sulle rovine di un antico tempio di Diana, è attorniata da una necropoli preistorica risalente all'età del ferro. La chiesetta è ricordata in documenti del 1250 ed è stata ristrutturata nel 1493 in stile tardo gotico sloveno della scuola di Lack (oggi Škofia Loka)[36]. Presso la chiesetta, sotto i tigli, si riuniva il Grande Arengo per eleggere i propri rappresentanti e trattare gli interessi comuni delle convalli di Antro e Merso. L'ultima riunione si tenne il 2 maggio 1804[33];
- a Sorzento è visitabile la chiesa di San Nicolò fondata nel 1498 e completata nel 1703 con la costruzione del campanile; l'altare originale in legno fu sostituito con uno in marmo verso la metà del Millesettecento;
- a Tiglio è ubicata la chiesa di San Luca Evangelista, fondata, in stile gotico, nel 1400 e ristrutturata dopo i terremoti del 1511 e 1513 mantenendo le sue peculiarità originarie; al suo interno è visibile un altare ligneo di età barocca;
- a Vernasso si può ammirare la chiesa di San Bartolomeo risalente alla seconda metà del Millequattrocento; all'interno è conservato un altare ligneo dorato zlati oltar costruito nel 1689 ad opera del maestro Bartolomeo Ortari.

### Musei
A San Pietro al Natisone ha sede il museo multimediale interattivo SMO, dedicato al paesaggio culturale del territorio delle province di Udine, Gorizia e Trieste abitato da popolazione di lingua slovena. Il museo è stato realizzato nell'ambito del progetto europeo Jezik Lingua e finanziato con fondi europei e nazionali relativi al programma per la collaborazione transfrontaliera Italia/Slovenia 2007-2013.

## Società

### Evoluzione demografica
Abitanti censiti

Contrariamente a quanto avviene negli altri comuni della Slavia friulana, a San Pietro al Natisone la popolazione residente è in continuo, anche se limitato, aumento. Ciò grazie alla sua felice collocazione geografica (è posizionato quasi tutto in pianura) che rende facili i collegamenti col resto del Friuli ed al polo industriale sorto nei pressi del paese di Azzida.

### Etnie e minoranze straniere
Al 31 dicembre 2015 gli stranieri residenti nel comune sono 112, ovvero il 5,16% della popolazione. Di seguito sono riportati i gruppi più consistenti:
1. Croazia, 28
2. Romania, 21

### Lingue e dialetti
Il censimento del 1971 riscontrava che l'87,8% della popolazione del comune si dichiarava di lingua slovena, la quale gode pertanto di un riconoscimento ufficiale anche nelle sue varianti dialettali.
Secondo quanto stabilito dalla legge 38/2011 Norme a tutela della minoranza linguistica slovena della regione Friuli Venezia Giulia e da un apposito regolamento comunale, lo sloveno può essere utilizzato nell'amministrazione pubblica (anche in forma orale), nelle insegne pubbliche e nella toponomastica.
Nella frazione Ponte San Quirino, dove è storicamente attestato anche l'uso della lingua friulana, è previsto l'uso della cartellonistica trilingue.

### Religione
La maggior parte della popolazione appartiene alla Chiesa cattolica e afferisce alla parrocchia di San Pietro Apostolo. La parrocchia appartiene all'Arcidiocesi di Udine ed è sede della Forania di San Pietro al Natisone, di cui fanno parte 11 parrocchie.

### Associazioni
- Centro Studi/Študijski Center Nediža, associazione che si occupa dei vari aspetti delle Valli del Natisone attraverso la divulgazione di studi e ricerche e con la promozione di attività culturali e formative sul territorio[45];
- Pro Loco Nediske Doline - Valli del Natisone, interessata allo sviluppo turistico, culturale e socio economico delle Valli del Natisone ed alla valorizzazione della cultura slovena locale[46];
- Pro Loco Ponteacco, associazione senza scopo di lucro che si occupa di valorizzare il territorio e la societá dei paesi di Ponteacco, Tiglio e Mezzana;
- Beneška Galerija che si dedica a mostre di pittura, scultura ed artigianato di artisti della Slavia e del Friuli;
- Coro Pod Lipo;
- Coro Matajur/Zbor Matajur;
- Coro La Voce della Valle;
- Cooperativa LIPA che si dedica all'attività editoriale.
- Club Alpino Italiano "Val Natisone"

### Eventi, tradizioni e folclore
- 29 e 30 giugno: a San Pietro al Natisone si celebra la sagra paesana per festeggiare il santo patrono con saggi culturali, musicali ed artistici, con la rievocazione storica delle riunioni dell'Arengo Grande della Slavia e con la mostra mercato dell'artigianato artistico e dei prodotti tipici delle Valli del Natisone[47];
- in agosto: a Vernasso si tiene la festa su fiume Natisone, sagra con chioschi, ballo, musica, manifestazioni sportive e culturali;
- fine di agosto a San Pietro al Natisone ha luogo la festa rurale del paese con degustazione di strucchi e gubane;
- ad ottobre a San Pietro al Natisone si svolge la mostra mercato delle castagne e della frutta locale;
- ai primi di dicembre a San Pietro al Natisone si effettua la premiazione del concorso dialettale per ragazzi "Moja vas"[48];
- a dicembre a San Pietro al Natisone si tiene la mostra mercato dell'artigianato artistico delle Valli del Natisone e della valle dell'Isonzo.

## Cultura

### Istruzione

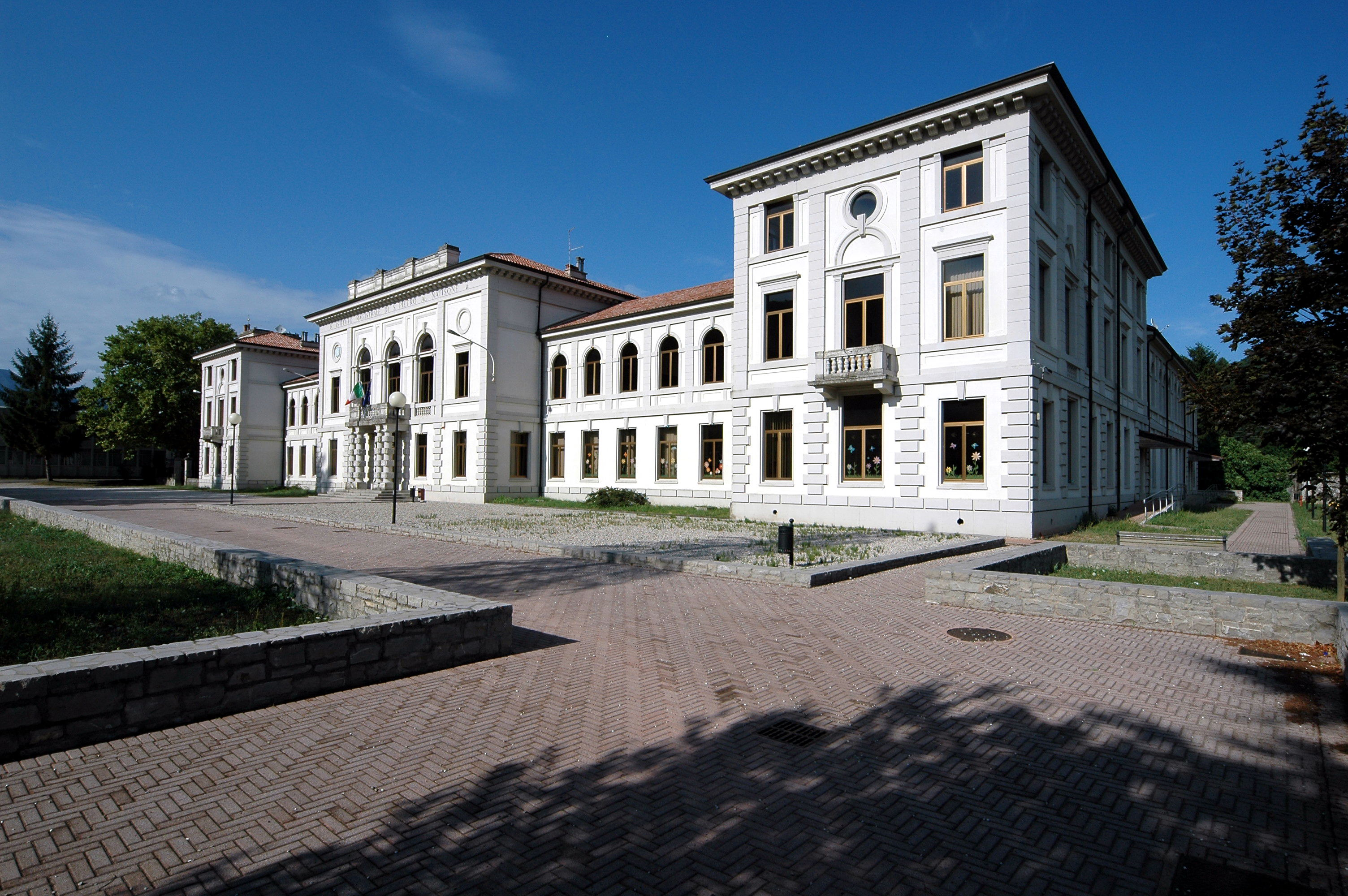
L'istituto magistrale

A San Pietro al Natisone sono presenti un Istituto comprensivo con scuola dell'infanzia, scuola primaria e secondaria di 1º grado, l'Istituto regionale sloveno per l'istruzione professionale (IRSIP), il liceo psicopedagogico e linguistico, e l'Istituto comprensivo bilingue (Italiano - Sloveno) con scuola dell'infanzia, scuola primaria e scuola secondaria di 1º grado.

### Cucina

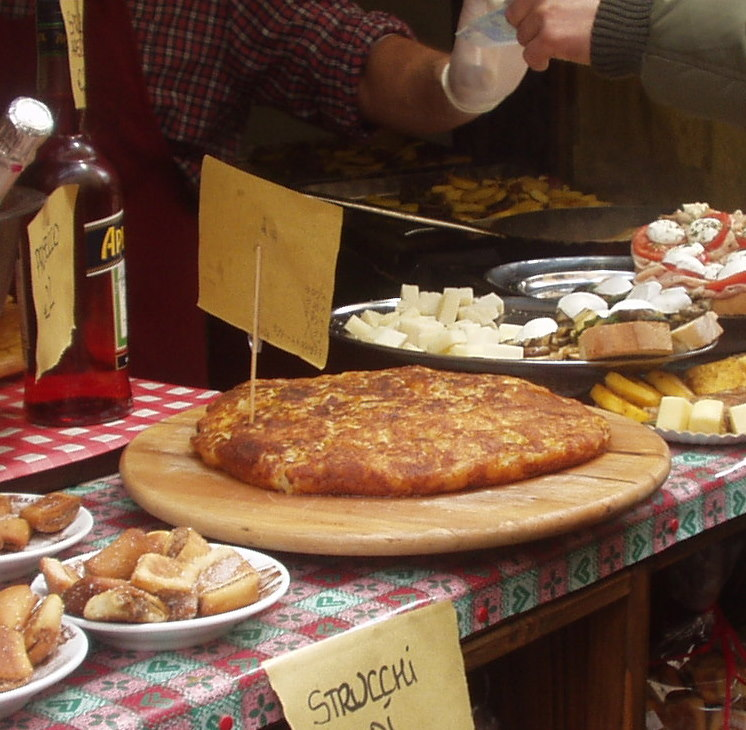
Frico con le patate

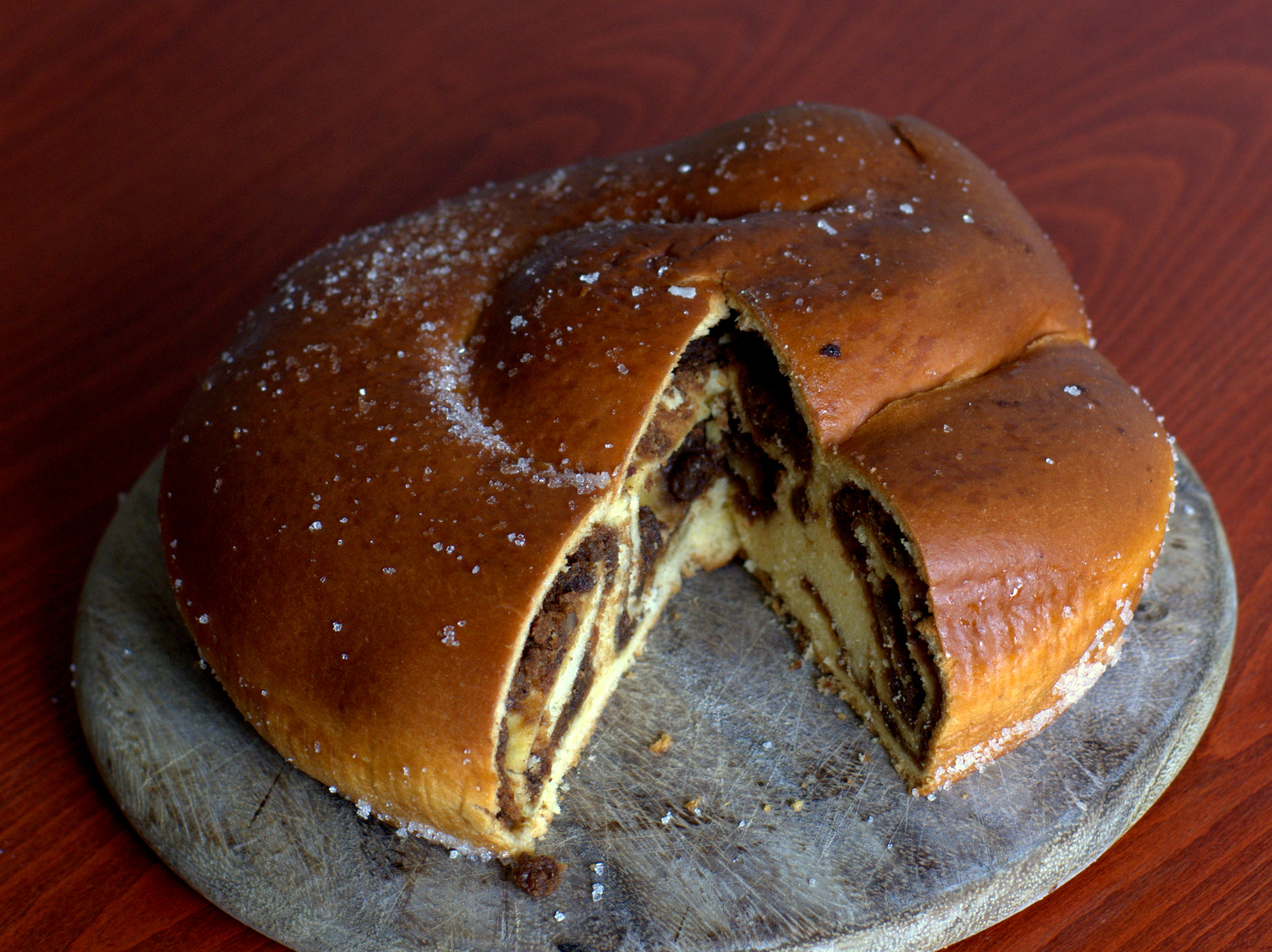
Gubana

Nel capoluogo di San Pietro al Natisone è ubicato un ristorante che propone piatti tipici locali della valle del Natisone, apprezzato anche fuori dall'ambito regionale. Fra i piatti caratteristici di San Pietro al Natisone vi sono:
- la Gubana: un tipico dolce delle valli del Natisone, a base di pasta dolce lievitata con un ripieno di noci, uvetta, pinoli, zucchero, liquore, scorza grattugiata di limone, dalla forma a chiocciola e cotto al forno;
- gli Strucchi: dolci fatti con sfoglia di farina ripiena di un composto di uvetta, pinoli, noci, zucchero e burro. Si presentano nella versione fritta o lessa[52][53];
- il Frico: un piatto a base di formaggio, considerato la preparazione culinaria più tipica del Friuli. Si presenta in due versioni: friabile o morbido;
- la Brovada: un piatto a base di rape usato per accompagnare carni arrosto o bollite, abbinabile con il vino;
- il formaggio Montasio[54] ed il formaggio Latteria del Friuli[55][56][57].

## Geografia antropica
San Pietro al Natisone viene comunemente considerato il capoluogo delle Valli del Natisone, essendo sempre stato il comune più popoloso e un punto di riferimento politico e culturale. Benché gli autoctoni fossero di origine slava, sin dall'epoca longobarda hanno fatto parte del Friuli, dapprima col ducato longobardo, poi con la marca carolingia e il contado del Friuli, dopodiché col patriarcato di Aquileia, e quindi con la Repubblica di Venezia, che per diversi secoli affidò agli schiavoni il controllo e la difesa dei confini della parte nordest del Friuli.

### Frazioni
Altovizza/Atovca, Azzida/Ažla, Becis/Bečja, Biarzo/Bjarč, Cedron, Chiabai/Čabaji, Clenia/Klenje, Cocevaro/Kočebar, Correda/Koreda, Costa/Kuosta, Macorins/Mohorin, Mezzana/Mečana, Oculis/Nokula, Podar, Ponteacco/Petjag, Ponte San Quirino/Muost/Puint, Puoie/Puoje, Sorzento/Sarženta, Tarpezzo/Tarpeč, Tiglio/Lipa, Vernassino/Gorenj Barnas, Sotto Vernassino/Pod Barnas,Vernasso /Dolenj Barnas.

## Infrastrutture e trasporti

### Strade
Il trasporto su strada si avvale della Strada statale 54 del Friuli e delle strade comunali che collegano la varie frazioni con il fondovalle. Il mezzo di trasporto più usato è l'automobile, grazie anche al prezzo scontato della benzina per gli abitanti locali. Il servizio di trasporto pubblico è svolto dagli autobus della società TPL FVG che collegano San Pietro al Natisone con il confine con la Slovenia (frazione di Stupizza) e con il Friuli (città di Cividale del Friuli) tramite diverse decine di corse al giorno.

### Ferrovie
La ferrovia più vicina al comune è quella che collega Cividale del Friuli con il capoluogo di Udine, gestita dalla Società Ferrovie Udine-Cividale.
Nel 1916, durante la prima guerra mondiale, venne costruita, all'inizio per usi prettamente militari, la ferrovia a scartamento ridotto Cividale del Friuli–Sužid che percorreva tutta la valle del Natisone con fermate a Ponte San Quirino, San Pietro al Natisone, Brischis, Pulfero, Stupizza, Poiana e Robič. La linea venne interrotta negli ultimi giorni delle offensive ma, subito dopo la firma dell'armistizio, iniziarono i lavori per riattivare il collegamento. Le comunicazioni vennero ripristinate il primo agosto 1921 con la linea prolungata fino a Caporetto. La linea fu poi soppressa nell'estate del 1932, per le difficoltà economiche che erano sorte e per la mancata prospettiva di un qualsiasi intervento finanziario pubblico. Al 2011, della ferrovia rimangono solo alcuni tratti della massicciata, dove erano posati i binari, ed il fabbricato, ristrutturato, della stazione di Stupizza nel comune di Pulfero.

## Amministrazione

### Sindaci dal 1985
| Periodo | Periodo   | Primo cittadino  | Partito                     | Carica  | Note |
| ------- | --------- | ---------------- | --------------------------- | ------- | ---- |
| 1985    | 1990      | Giuseppe Marinig | Partito Socialista Italiano | Sindaco |      |
| 1990    | 1995      | Giuseppe Marinig | Partito Socialista Italiano | Sindaco |      |
| 1995    | 1999      | Giuseppe Marinig | Lista civica                | Sindaco |      |
| 1999    | 2004      | Bruna Dorbolò    | Lista civica                | Sindaco |      |
| 2004    | 2009      | Tiziano Manzini  | Lista civica                | Sindaco |      |
| 2009    | 2014      | Tiziano Manzini  | Lista civica                | Sindaco |      |
| 2014    | 2024      | Mariano Zufferli | Lista civica                | Sindaco |      |
| 2024    | in carica | Cesare Pinatto   | Lista civica                | Sindaco |      |

### Gemellaggi
- Sambreville

### Altre informazioni amministrative
Il comune, fino al 1º agosto 2016, ha fatto parte del comprensorio della Comunità montana del Torre, Natisone e Collio.
Nel dicembre dello stesso anno ha manifestato l'intenzione di aderire alla Unione Territoriale Intercomunale (UTI) del Natisone che, tra le funzioni esercitate, ha assunto anche quelle della disciolta predetta comunità.
 Dal 1º gennaio 2021, a seguito della soppressione delle UTI, è entrato a far parte della Comunità montana Natisone e Torre.